# Kanto

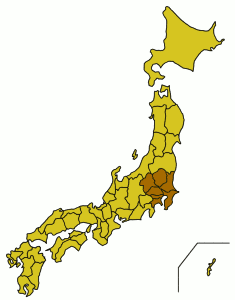
Kantō-området, Japan

Kantō (japanska: 関東地方?, Kantō-chihō) är ett geografiskt område bestående av sju prefekturer: Tokyo, Gunma, Tochigi, Ibaraki, Saitama, Chiba och Kanagawa, i Tokyoområdet på Japans största ö, Honshu. Området domineras av Tokyos storstadsområde.

## Kantōjordbävningen 1923
1923 ägde en stor jordbävning rum i Kantō. Den nådde 7,9 på richterskalan och omkring 143 000 människor dog i jordbävningen.

## Kantō iPokémon
I bland annat tv-spelen Pokémon Red och Blue befinner man sig i ett område som heter Kanto, vilket är en referens till just detta område.